# 石油换食品计划
石油換食品計劃（簡稱OIP；OFFP），又名以油換糧計劃，是联合国于1995年设立（按照联合国安全理事会第986号决议）、於2003年末结束的计划，其目的是允許伊拉克在国际市场上出售石油，以換取食品、药品、以及普通伊拉克公民的其它人道需求，而不允许伊拉克重建它的军队。
此一计划是美国克林顿政府在1995年所提出的 ，以回应一种观点：“普通伊拉克公民被國際经济制裁過份影响，而制裁原意是令萨达姆·侯赛因在第一次海湾战争后解除武装。”2003年美伊战争后，制裁不再继续，人道职能交予联盟驻伊拉克临时管理当局。
在联合国的赞助下，价值超过650亿美元的伊拉克石油在国际市场销售。官方上，约460亿美元用于人道需求；额外的收入通过一个赔偿基金支付海湾战争赔款，支持联合国在该计划上管理和營運的成本（2%），支付武器核查计划的成本（0.8%）。
有迹象显示，在该计划完结後，有人虧空公款；2018年電影暗算（Backstabbing for Beginners）即是描寫此事，以影射贝农·塞万。

## 背景和摘要
石油换食品计划是为了减轻伊拉克人民在联合国对伊拉克强制性经济制裁和武器禁运制裁下所带来的痛苦而制定的。该决议因伊拉克1990年8月入侵科威特而实施。伊拉克开始拒绝，但是在1996年5月签订谅解备忘录，开始准备执行计划。
石油换食品计划开始于1997年10月。首批食品于1998年3月达到。二千六百万伊拉克居民中，有60%（1560万）仅依赖该计划的配给而生存。
计划使用契约系统：伊拉克出口的石油，买方付款到法国巴黎银行一个专门存款账号，不付给伊拉克政府。账户里的资额先付钱给科威特的战争赔款，然后付联合国和盟军在伊拉克的费用，剩下的（大半）给伊拉克政府使用，购买允可货物。
一些允可货物，如食品，准可立即输送。但是大部分物品，包括简单的日常用品，如铅笔和补助孕妇的叶酸，需经冗長的批核程序，一般需時六个月才可付運。无论报告的使用处是什么，所有可能用于化学，生物或核武器研究制造的貨物一律禁運。

## 財政統計
至今，超過655億美元的伊拉克石油在世界市場上出售。這些基金中約有460亿美元用於向伊拉克人民提供人道所需。
在國際經濟制裁的背景中，伊拉克所賣出石油的資金當中大約有460億美元做為伊拉克人民的人道救援物資，例如食物和藥物。

## 澳大利亚
2006年1月16日，澳洲政府开始就澳大利亚小麦出口有限公司是否在石油换食品计划中向萨达姆政权支付數億美金回佣一事进行调查。1月19日，该公司总裁安德鲁·林德伯格交代，他们欺骗联合国，不断提高小麦价格，并替萨达姆政府偿还债务，他在很多场合同澳洲外交部长唐纳讨论过向伊拉克出口小麦的交易。4月13日，澳洲总理约翰·霍华德在调查听证会上作证，表明自己并不知晓该公司是否向伊拉克前政权支付巨额回扣。